# Eero Saarinen

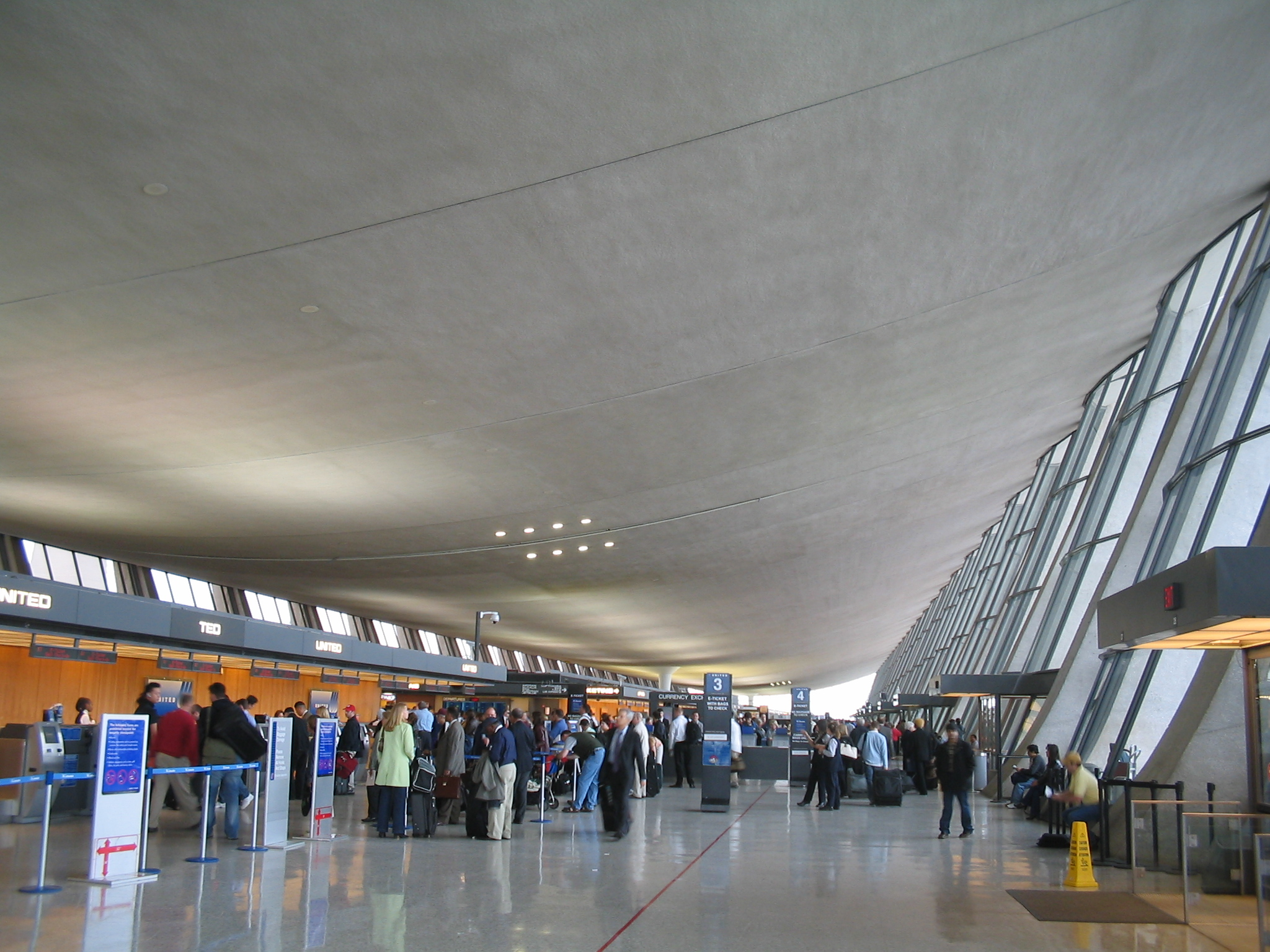
Wnętrze terminalu w porcie lotniczym Dulles w Waszyngtonie

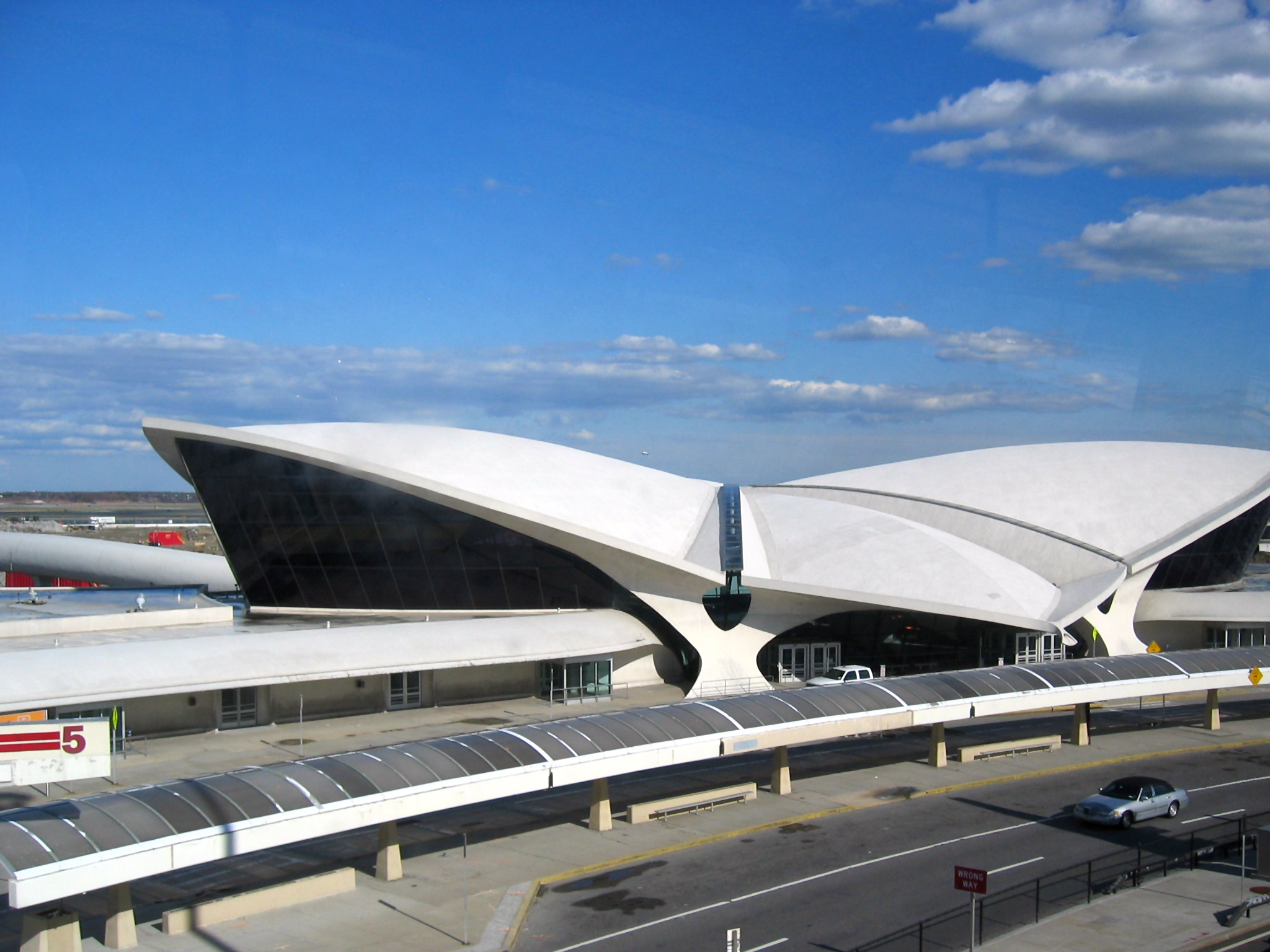
Terminal Trans World Airlines na lotnisku Kennedy’ego w Nowym Jorku

Eero Saarinen (ur. 20 sierpnia 1910 w Kirkkonummi, zm. 1 września 1961 w Ann Arbor) – amerykański architekt i projektant wnętrz pochodzenia fińskiego, jedna z najważniejszych postaci amerykańskiej architektury lat 50. XX wieku.

## Życiorys
Eero Saarinen urodził się w domu zaprojektowanym przez swego ojca, Eliela, i pełniącym zarazem rolę studia projektowego, zwanym Hvitträsk. Od dzieciństwa dużo rysował oraz rzeźbił. W 1923 Saarinenowie wyemigrowali do Stanów Zjednoczonych, lecz kiedy była okazja, odwiedzali rodzinne strony. Eero Saarinen odbył studia rzeźbiarskie w Paryżu, ale pod koniec 1931 wrócił do Stanów Zjednoczonych i rozpoczął studia architektoniczne na Uniwersytecie Yale (w Yale School of Architecture). W 1934 szkołę ukończył, po czym wraz ze swoim przyjacielem, rzeźbiarzem Carlem Millesem, wyruszył w podróż po Europie i Bliskim Wschodzie. Zwiedził Grecję, Egipt, Syrię, Palestynę, Włochy. W Niemczech poznał szkołę Bauhausu, twórczość Miesa van der Rohego i Ericha Mendelsohna. W Finlandii podziwiał Alvara Aalto, we Francji Le Corbusiera, a w Szwecji Gunnara Asplunda. Przez pewien okres pracował w Helsinkach przy renowacji XIX-wiecznego Teatru Szwedzkiego. W 1936 powrócił do Bloomfield Hills i zaczął wykładać na Cranbrook Academy of Art, gdzie dziekanem wydziału architektury był jego ojciec. Tam poznał Lily Swann, którą poślubił w 1939. Miał z nią dwójkę dzieci, Erica i Susan. Jego małżeństwo nie układało się pomyślnie. W 1952 poznał krytyczkę sztuki Aline Bernstein, która została jego drugą żoną w 1954, zaledwie kilka miesięcy po rozwodzie z Lily. Z drugiego związku miał syna Eamesa. Na początku lat sześćdziesiątych zaczął poważnie chorować. Był coraz słabszy, cierpiał na częste zaniki pamięci. Zmarł w trakcie nieudanej operacji usunięcia guza mózgu.

## Twórczość
Współtworzył specyficzny dla Stanów Zjednoczonych, zindustrializowany styl międzynarodowy, wzbogacony o doświadczenia europejskiego modernizmu. Z betonu formował śmiałe, organiczne formy. Wynalazł nowe materiały, które odtąd zaczęły być stosowane w budownictwie, m.in. eksperymentując z materiałami samochodowymi, skonstruował szyby, które odbijały 70% światła słonecznego dobiegającego z zewnątrz, a przyciemniały wnętrze budynku. Stosował porcelanową emalię, którą pokrywał ściany betonowe, stal z naturalną warstwą patyny, nazwaną COR-TEN, dzięki której metal nie ulegał korozji i był zabezpieczony przed opadami atmosferycznymi.
Współpracował z Eamsem nad meblami z giętej sklejki (od 1937). W 1949 poznał polskiego architekta Macieja Nowickiego. Razem wykonali szkice projektowe kampusu Uniwersytetu Brandeisa. Pracował razem z ojcem aż do jego śmierci, w 1950, po czym przejął jego przedsiębiorstwo.
Od 1950 pracował z Césarem Pellim. Pod koniec lat pięćdziesiątych jego styl ewoluuje ze ścisłego modernizmu ku coraz większej ekspresji, zapowiadając nadejście postmodernizmu.

## Główne dzieła
- General Motors Technical Center w Warren (1949–1956)
- Kresge Auditorium w Instytucie Technicznym Massachusetts (1953–1955)
- Północny Kościół Chrześcijański w Columbus (Indiana) (1955-1964)
- budynek IBM w Rochesterze (1956–1958)
- IBM Research Center w Yorktown w Nowym Jorku (1956–1961)
- laboratoria Bell Labs w Holmdel w New Jersey (1957–1962)
- siedziba Deere & Company w Moline (1956–1964)
- budynek ambasady amerykańskiej w Londynie, projektowany z Rosenbergiem, Yorkiem, Mardallem (1955–1960)
- Gateway Arch w St. Louis (1947–1965)
- budynek terminalu TWA (port lotniczy Johna F. Kennedy’ego w Nowym Jorku), najbardziej znany projekt Saarinena, forma zbudowana z parabolicznych kształtów, przypominająca dynamikę rozłożonych skrzydeł (1956–1962)
- port lotniczy Waszyngton-Dulles (1958–1963)